# Šťavnatka březnovka
Šťavnatka březnovka (Hygrophorus marzuolus), jinak také šťavnatka jarní či čirůvka březnovka, je druh houby z čeledi šťavnatkovité (Hygrophoraceae). Lidově se druhu přezdívá také uhelka, jiřina či cikánka. V Červeném seznamu hub České republiky je druh uveden jako ohrožený.

## Znaky
Tuhý, masitý, laločnatý klobouk je 3-15 cm široký. Jelikož plodnice vyrůstají ze značné hloubky, bývá klobouk často dost zašpiněný od zeminy. Ze stejného důvodu bývají klobouky také silně pokřivené či zvlněné, u mladých je však vždy znatelný klenutý tvar a u vyvinutých vmáčklý střed. Pokožka je šedá až lehce černavá, někdy s hnědým či žlutým odstínem.
Voskovité, tlusté, bělavé až šedé, různě velké lupeny jsou na klobouku řídce uspořádané, u třeně krátce sbíhavé. Výtrusný prach je bílý.
Třeň dorůstá délky 6-8 cm, je bělavý až šedý, vláknitý, bachratý, bývá rovněž pokřivený.
Dužnina je bělošedá, vůní připomíná med, chuť je příjemná.

## Užití
Jedlá, velmi ceněná houba.

## Ekologie
Celé jaro (někdy dokonce už od ledna) roste tato šťavnatka roztroušeně ve výše položených smíšených, jehličnatých a jednodruhových (buk, smrk, borovice, jedle) lesích. Ne vždy se plodnicím podaří prorazit opad či mechový porost, a tak mohou být často schované a jevit se jako nenápadný kopeček. 

## Rozšíření
Druh byl popsán v Evropě, na Blízkém východě a v Severní Americe.

## Galerie

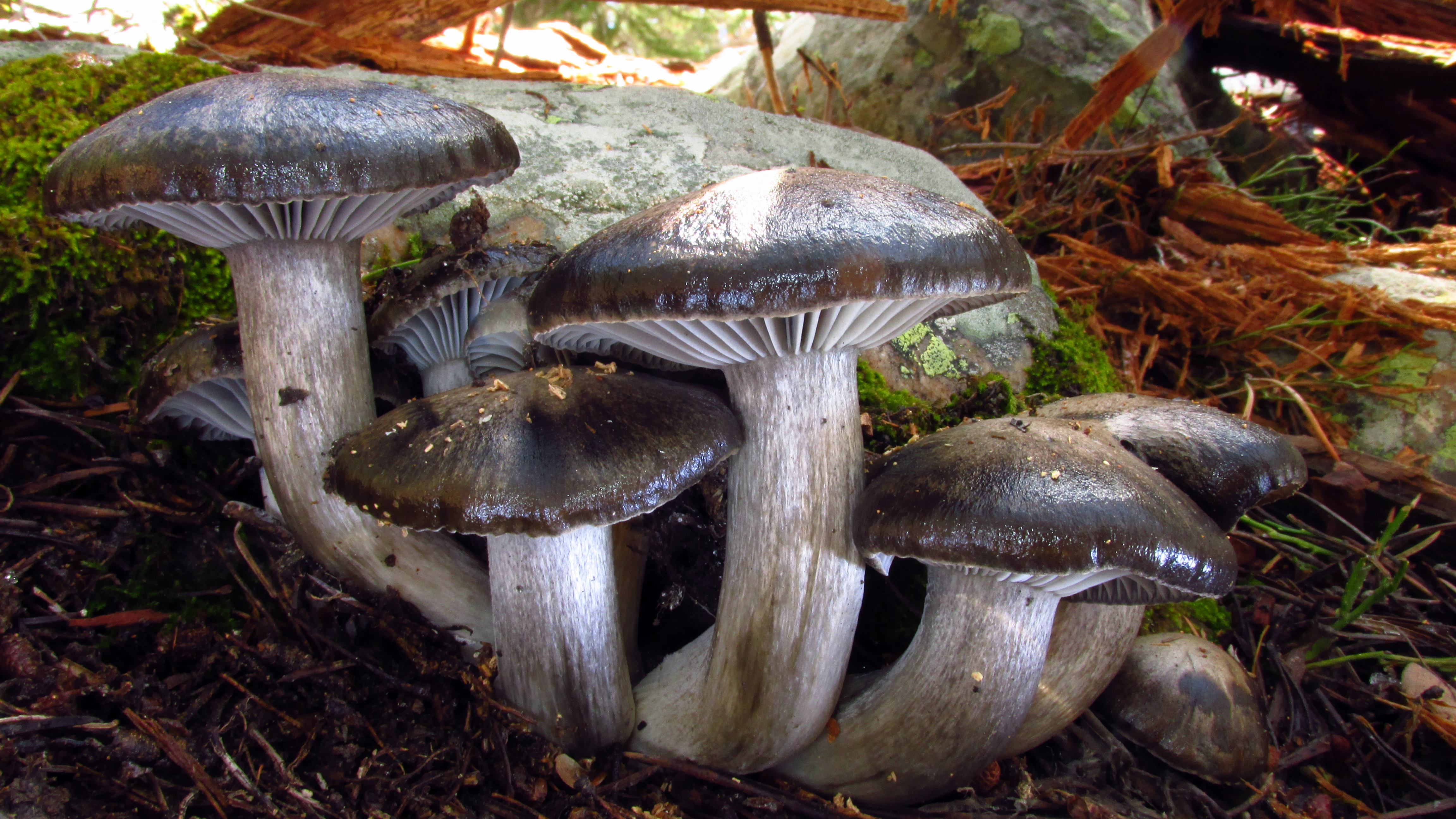
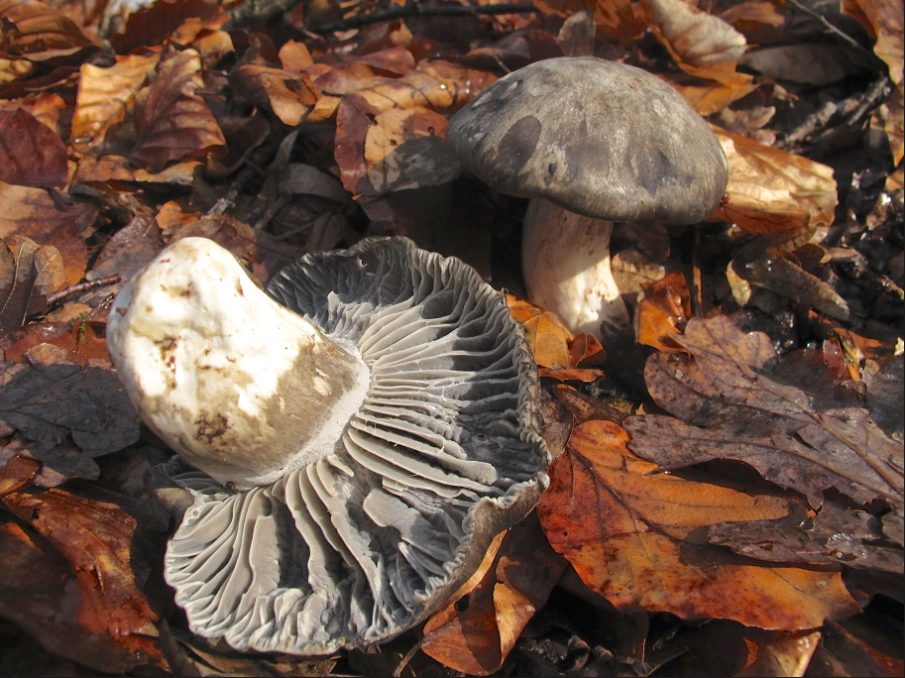
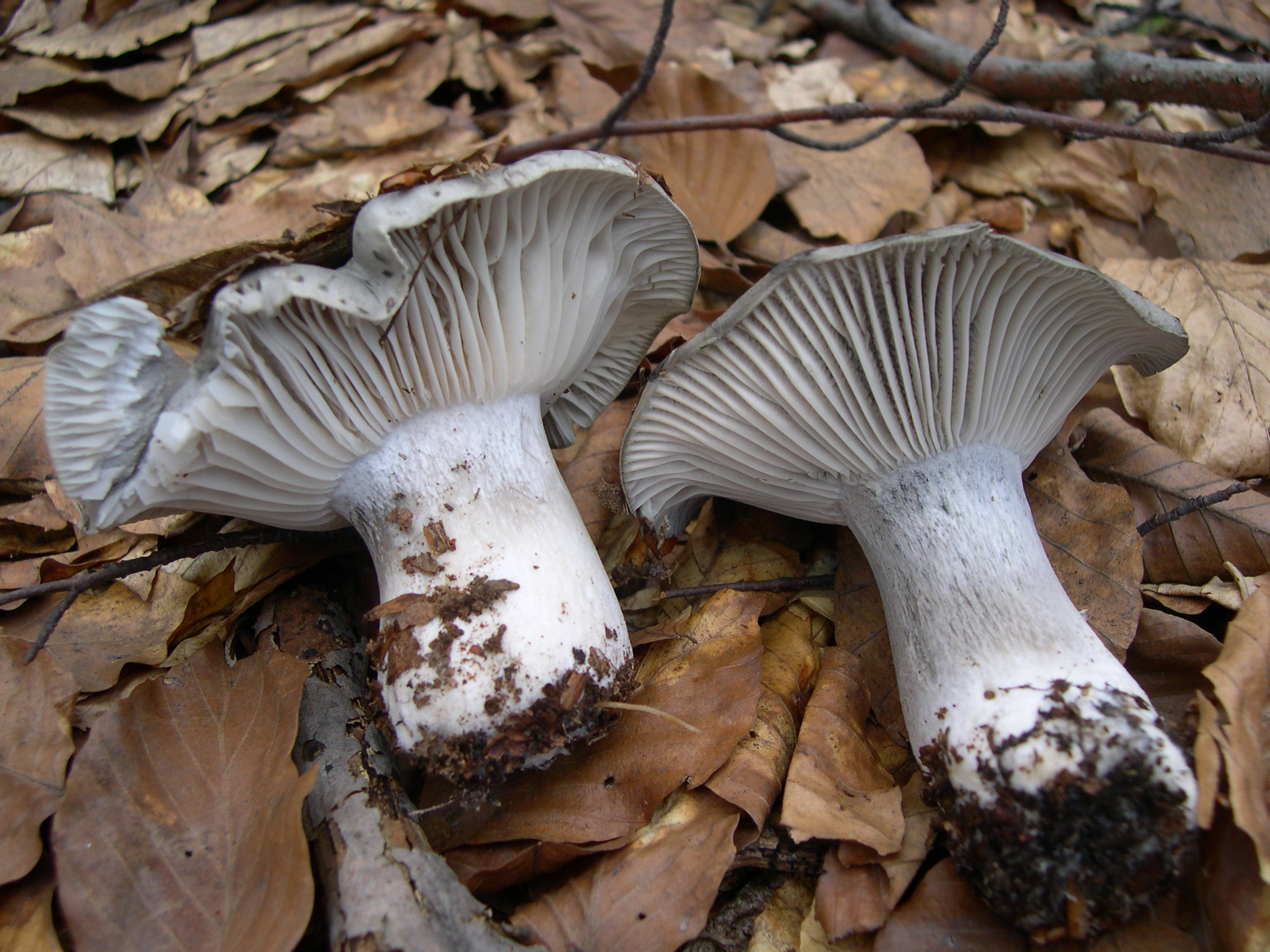
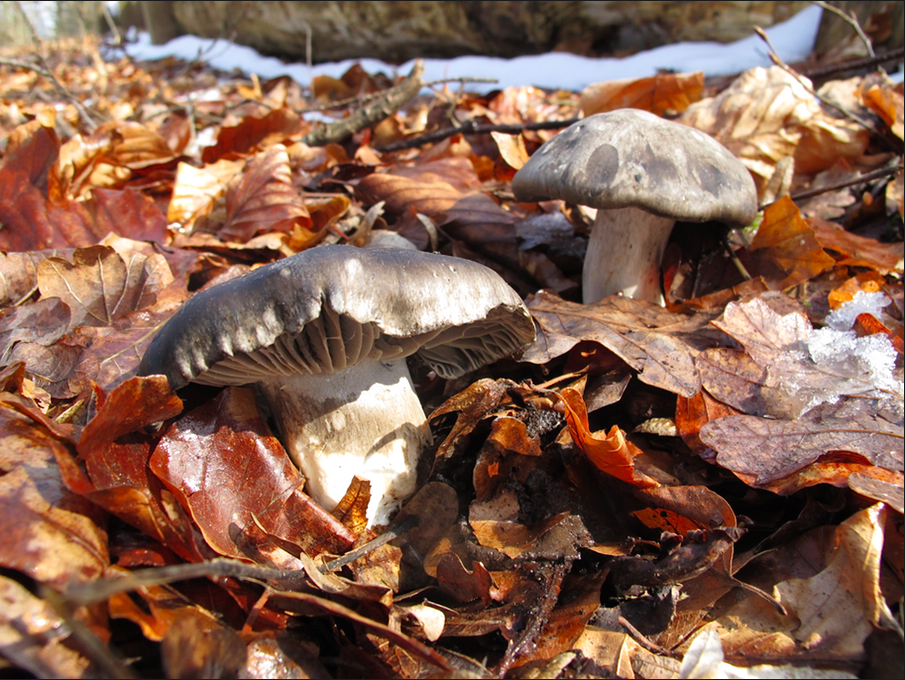
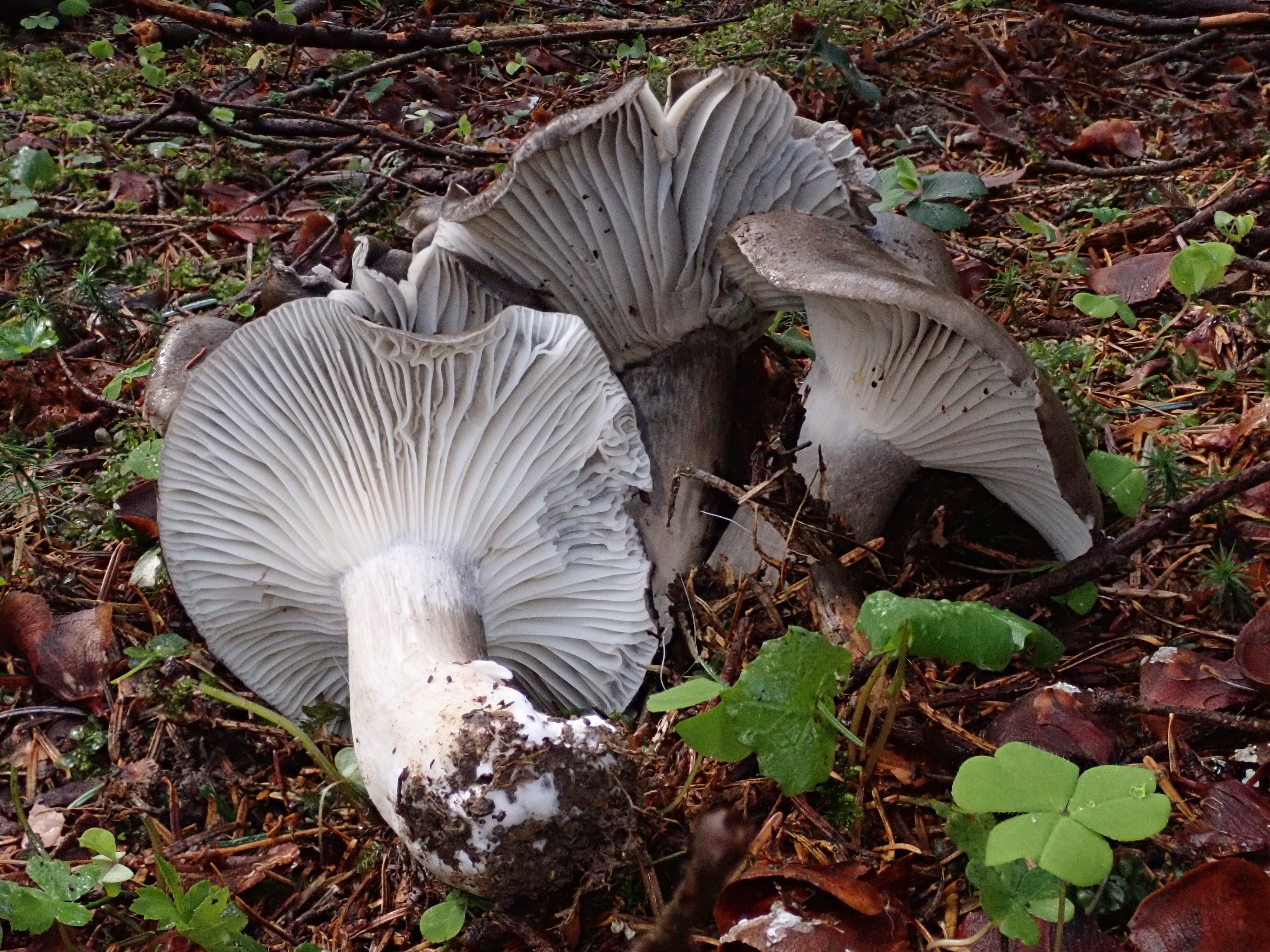

## Možnost záměny
- Šťavnatka kozí (Hygrophorus camarophyllus) - liší se dobou růstu, a to až na podzim.[4]